# Arde Madrid
Arde Madrid és una sèrie de televisió de comèdia original de Movistar+ produïda a Espanya. Creada per Paco León i Anna R. Costa, és la primera sèrie de televisió de pagament rodada en blanc i negre. Consta de vuit episodis, d'uns 30 minuts de durada aproximada cadascun. El preestrena de la sèrie es va realitzar al Festival de Cinema de Sant Sebastià. La sèrie es va estrenar el 8 de novembre de 2018 en la plataforma Movistar+.

## Sinopsi
Narra la vida de l'actriu nord-americana Ava Gardner durant la seva residència a Madrid als anys 60, des del punt de vista dels seus treballadors domèstics i en plena època franquista. La seva eixelebrada vida rodejada d'una elit d'artistes, aristòcrates i estrangers en el que va ser la Dolce Vita madrilenya, és al punt de mira del règim franquista, en una Espanya conservadora en la qual "la gent de fora es corria festes", sexe, whisky i rock and roll, mentre "la classe treballadora portava una vida pobra i ignorant de què ocorria fora de les seves fronteres".

## Repartiment
Repartiment Principal
- Inma Cuesta - Ana Mari
- Paco León - Manolo, xofer de Ava Gardner
- Debi Mazar - Ava Gardner
- Anna Castillo - Pilar
- Julián Villagrán - Floren
- Ken Appledorn - Bill Gallagher, secretari d'Ava Gardner
- Osmar Nuñez - General Perón
- Fabiana García Llac - Isabelita Perón

### Repartiment secundari
- Melody com Carmen Sevilla (Episodi 1; Episodi 4)
- Craig Stevenson com Samuel Bronston (Episodi 1; Episodi 4; Episodi 7 - Episodi 8)
- Miguel Llac com a Borratxo Meón (Episodi 1)
- Estefanía dels Sants com Campera (Episodi 2)
- Mirin Ibarguren com a Estel (Episodi 3; Episodi 7 - Episodi 8)
- Mariola Fuentes com Lola Flores (Episodi 4)
- Pol Vaquer com El Pescailla (Episodi 4)
- Elena Furiase com Carmen Mateo (Episodi 4)
- Eugenia Martínez de Irujo com a Duquessa d'Alba (Episodi 4)
- Rebeca Lutu com Marisol (Episodi 4)
- María Ordóñez com Lucía Bosé (Episodi 4; Episodi 8)
- Raquel Infant com Marujita Díaz (Episodi 4)
- Fanny Gautier com Anline Griffit (Episodi 4 - Episodi 5)
- Manuel Manquiña com a joier (Episodi 5; Episodi 7)
- Fernando Andina com Luis Figueroa (Episodi 5)
- Secun de la Rosa com a Senyor Salamanca (Episodi 5)
- María Hervás com Isabel (Episodi 6 - Episodi 7)
- Eloi Costa com Galán (Episodi 6)
- Cristina Alarcón com Carmen Cervera (Episodi 7)
- Miranda Makaroff com a Jove Fatxenda (Episodi 8)
- Pepa Charro com a Dona Drac (Episodi 8)
- Belén López com a Senyora Elegant (Episodi 8)

#### Amb la col·laboració especial de
- Carmen Machi com a Clara Pérez (Episodi 1 - Episodi 2; Episodi 4; Episodi 6)
- Silvia Tortosa com a Julia (Episodi 2)
- Carmina Barris com la Sansona del segle XX (Episodi 6)
- Julieta Serrano com a Rosario (Episodi 7)

## Temporades i episodis
| Temporada | Episodis | Estrena               | Final | Audiència mitjana | Audiència mitjana |
| Temporada | Episodis | Estrena               | Final | Espectadors       | Quota             |
| --------- | -------- | --------------------- | ----- | ----------------- | ----------------- |
| 1         | 8        | 8 de novembre de 2018 |       |                   |                   |

### Primera temporada (2018)
| Temporada | Capítol | Títol                        | Director(s) | Guionista(es)                             | Data d'emissió        |
| --------- | ------- | ---------------------------- | ----------- | ----------------------------------------- | --------------------- |
| 1         | 1       | «Poco católica»              | Paco León   | Paco León, Anna R. Costa y Fernando Pérez | 8 de novembre de 2018 |
| 1         | 2       | «I love mojama»              | Paco León   | Paco León, Anna R. Costa y Fernando Pérez | 8 de novembre de 2018 |
| 1         | 3       | «Puta paya»                  | Paco León   | Paco León, Anna R. Costa y Fernando Pérez | 8 de novembre de 2018 |
| 1         | 4       | «Directo fiesta»             | Paco León   | Paco León, Anna R. Costa y Fernando Pérez | 8 de novembre de 2018 |
| 1         | 5       | «Muy americana»              | Paco León   | Paco León, Anna R. Costa y Fernando Pérez | 8 de novembre de 2018 |
| 1         | 6       | «Más flores que a la virgen» | Paco León   | Paco León, Anna R. Costa y Fernando Pérez | 8 de novembre de 2018 |
| 1         | 7       | «Dios es Dios y yo soy yo»   | Paco León   | Paco León, Anna R. Costa y Fernando Pérez | 8 de novembre de 2018 |
| 1         | 8       | «What's autorización?»       | Paco León   | Paco León, Anna R. Costa y Fernando Pérez | 8 de novembre de 2018 |